# Rogalec (województwo mazowieckie)
Rogalec – osada leśna w Polsce położona w województwie mazowieckim, w powiecie garwolińskim, w gminie Pilawa.
W latach 1975–1998 miejscowość należała administracyjnie do województwa siedleckiego.